# Винцковский, Константин Максимович
Константи́н Макси́мович Винцко́вский (26 декабря 1896, Пески, Волковысский уезд, Гродненская губерния, Российская империя ― 6 декабря 1963, Йошкар-Ола, Марийская АССР, РСФСР, СССР) ― советский деятель здравоохранения, врач-дерматолог, врач-венеролог. Основоположник дерматовенерологической службы в Марийской АССР, главный врач Республиканского кожно-венерологического диспансера Марийской АССР (1929―1941, 1948―1963). Министр здравоохранения Марийской АССР (1946―1948). Заслуженный врач РСФСР (1958). Кавалер ордена Ленина (1953). Участник Гражданской войны в России и Великой Отечественной войны. Член ВКП(б) с 1940 года.

## Биография
Родился 26 декабря 1896 года в д. Пески ныне Мостовского района Гродненской области Белоруссии в семье крестьянина-бедняка и прислуги. 
В 1915 году был призван в Русскую императорскую армию, где в 1916 году окончил фельдшерскую школу.
Участник Гражданской войны в России, прослужил в Красной Армии до 1921 года.
В 1928 году окончил медицинский факультет Казанского университета (специальность «Кожвенеролог»), затем 1 год учился в аспирантуре.
В 1929 году приехал в Йошкар-Олу: главный врач Республиканского кожно-венерологического диспансера Марийской АССР, одновременно с 1932 года ― преподаватель фельдшерско-акушерской школы.
В 1940 году вступил в ВКП(б). В 1941―1945 годах ― начальник эвакогоспиталя № 3071 в с. Кожласола Звениговского района Марийской АССР, военврач 2 ранга, майор медицинской службы.
В 1946―1948 годах ― министр здравоохранения Марийской АССР.
С 1948 года ― вновь главный врач Республиканского кожно-венерологического диспансера Марийской АССР. С его именем связано становление дерматовенерологической службы в Марийской АССР.
В послевоенное время избирался депутатом Йошкар-Олинского городского Совета.
За заслуги в области здравоохранения в 1958 году ему присвоено почётное звание «Заслуженный врач РСФСР». Награждён орденом Ленина, медалями и Почётной грамотой Президиума Верховного Совета Марийской АССР (дважды).
Скончался 6 декабря 1963 года в Йошкар-Оле после тяжёлой продолжительной болезни.

## Звания и награды
- Заслуженный врач РСФСР (1958)[1][2]
- Заслуженный врач Марийской АССР (1953)[5]
- Орден Ленина (1953)[1][2]
- Орден Красной Звезды (1945)[1][2][4]
- Почётная грамота Президиума Верховного Совета Марийской АССР (1941, 1951)[1][2]